# 松罗乡
松罗乡是中国福建省宁德市福安市下辖的一个乡。

## 行政区划
松罗乡共辖19个行政村，分别是：
松罗村、洋西村、牛落洋村、上后洋村、姚澳村、外岭头村、满洋村、柳溪村、茶洋村、古厝村、王棣村、王家村、大坪里村、赤溪村、杜坑村、后溪村、山界村、南溪村、金山村。